# Amata melanoproctis
Amata melanoproctis là một loài bướm đêm thuộc phân họ Arctiinae, họ Erebidae.